# Коваленки (Люботинский городской совет)
Ковале́нки, до ВОВ Ковале́нков (укр. Коваленки) — посёлок,
Люботинский городской совет,
Харьковская область.
Код КОАТУУ — 6311290005. Население по переписи 2001 года составляет 1577 (725/852 м/ж) человек.

## Географическое положение
Посёлок Коваленки находится недалеко от истоков реки Люботинка.
Примыкает к городу Люботин.
На расстоянии в 1 км расположены село Нестеренки, посёлки Санжары и Барчаны (Харьковского района).
Рядом проходит автомобильная дорога М-03.
Через посёлок проходит железная дорога, станции Майский, Караванная, Любовка и Ревчик.

## История
- 1650 — дата основания согласно сайту ВРУ. На деле это дата основания Люботина, в горсовет которого входит село. Село было основано позднее.
- 1938 — дата присвоения статуса посёлок.
- В 1940 году, перед ВОВ, на хуторе Коваленковом были 165 дворов.[1]